# 日像
日像（にちぞう）は、鎌倉時代の日蓮宗の僧。俗姓は平賀氏。幼名は経一丸。下総国の出身。房号は肥後房。肥後阿闍梨と称される。四条門流の祖。

## 略歴
建治元年（1275年）、日蓮の弟子で兄の日朗に師事した後、日蓮の直弟子となり経一丸の名を与えられ、玄旨伝法本尊]と呼ばれる曼荼羅本尊を授けられた。
永仁元年（1293年）、日蓮の遺命を果たすべく、京都での布教を決意する。まず日蓮の足跡を辿って佐渡にて法華経を布教した後、北陸・七尾に向かう。その船中での法論の結果、石動山の僧・満蔵（日乗）を弟子とした。満蔵により石動山に招かれ法華経を説くも、山上の大衆により満蔵共々追われ、それが羽咋妙成寺の創建に繋がることとなった。
永仁2年（1294年）、上洛して間もなく、禁裏に向かい上奏する。その後、辻説法を行い柳屋仲興、大覚寺の僧大覚らから帰依を受ける。
徳治2年（1307年）、延暦寺、東寺、仁和寺、南禅寺、知恩寺などの諸大寺から迫害を受け、朝廷に合訴され、京都から追放する院宣を受けた。追放中、洛西・真言寺の住持・実賢、深草・極楽寺の住持・良桂、松ヶ崎・歓喜寺の住持・実眼らと法論を行い折伏した。延慶2年（1309年）、赦免され、京都へ戻る。
延慶3年（1310年）、諸大寺から合訴され、京都から追放する院宣を受けた。延慶4年（1311年）、赦免され、京都へ戻る。1321年（元亨元年）諸大寺から合訴され、京都から追放する院宣を受けたが、直ぐに許された。その後、後醍醐天皇より寺領を賜り、妙顕寺を建立した。建武元年（1334年）、後醍醐天皇より綸旨を賜り、法華宗号を許され、勅願寺となる。
以後、南朝・後醍醐天皇の京都還幸の祈願する一方、北朝・光厳上皇の祈祷も行い、公武の信仰を集めた。

## 番神
日蓮宗系の法華経を三十番神が守護するという信仰形態（法華神道）があるが、日像が日蓮宗に採り入れたとされる。

### 寺院
- 妙顕寺 (京都市)（京都市上京区）
  - 妙覚寺 (京都市)（京都市上京区）
  - 立本寺（京都市上京区）
- 妙成寺（石川県羽咋市）
- 國前寺（広島市東区）
- 薬王寺 (鎌倉市)（神奈川県鎌倉市）
- 清水房（山梨県身延町）

### 人物
- 大覚妙実 - 弟子
- 日輪 (僧) - 池上本門寺、比企谷妙本寺両山3世
- 日印 - 本圀寺開山